# Équipe d'Écosse de rugby à sept
L'équipe d'Écosse de rugby à sept est l'équipe qui représente l'Écosse dans les principales compétitions internationales de rugby à sept lors de la Coupe du monde de rugby à sept et des Jeux du Commonwealth, et jusqu'en 2022 au sein de la série mondiale.

## Histoire
À l'intersaison 2022, les Fédérations anglaise, écossaise et galloise décident conjointement d'aligner une équipe commune de Grande-Bretagne dès la saison 2022-2023 des séries mondiales, sur le principe des Jeux olympiques. Chacune des équipes nationales reste néanmoins indépendante dans le cadre de la Coupe du monde et des Jeux du Commonwealth.

## Palmarès

### Coupe du monde
- 2005 (Hong Kong): quart de finale
- 2018 (San Francisco, États-Unis) : quart de finale

### Série mondiale
- Deux étapes :
  - Vainqueur du Tournoi de Londres de rugby à sept en 2016 et 2017